# Antonio de Gálvez y Gallardo
Pour les articles homonymes, voir Gálvez.
Antonio de Gálvez y Gallardo, est un militaire et politique espagnol né à Macharaviaya en 1728, décédé à Madrid, en 1792.

## Biographie
Antonio de Gálvez y Gallardo suivant une carrière militaire, se maria avec doña Mariana Ramírez de Velasco en 1750, et n'eut aucun enfant légitime. Le couple adoptèrent une petite fille qu'ils prénommèrent, María Rosa de Gálvez, future auteur de théâtre qui se rendit célèbre et se produisit devant la cour du roi Charles IV.
Nommé administrateur général des îles Canaries, il eut une rencontre malheureuse avec le pirate marocain Alí Pérez, et fut capturé avec son bateau et sa cargaison.
Il fut emprisonné au port de Salé (Maroc) pendant deux mois, puis libéré contre rançon, il fut par la suite nommé administrateur général du port de Cadix (Espagne).